# El Hombre Montaña
El hombre Montaña es un álbum de estudio de la banda argentina de stoner rock Los Natas, editado por el sello Oui Oui en 2006.

## Lista de temas
1. El bolsero
2. Amanecer blanco
3. No es lo mismo
4. Humo negro del vaticano
5. La espada en la piedra
6. El siervo
7. El camino de Dios
8. De las cenizas, el hombre...
9. El soldado
10. Lanza ganado
11. Sigue, sigue...